# Еврипил (пьеса)
«Еврипил» или «Эврипил» (др.-греч. Εὐρύπυλος) — трагедия древнегреческого драматурга Софокла (V век до н. э.) на тему мифов о Троянской войне. Её текст почти полностью утрачен. Сохранились небольшой фрагмент, процитированный Плутархом, и ряд отрывков на папирусах.
Главный герой пьесы — Еврипил, сын царя Мисии Телефа и Астиохи, сестры Приама. Он пришёл на помощь троянцам и погиб от руки Неоптолема. В уцелевших фрагментах текста описываются гибель Еврипила и горе его матери.